# Миша Пантић
Милош Миша Пантић (Ваљево, 17. април 1904 — Косатица, код Пријепоља, 7. фебруар 1942) био је лекар и учесник Народноослободилачке борбе.

## Биографија
Рођен је 17. априла 1904. године у Ваљеву. Основну школу и гимназију је завршио у родном месту, а медицину је студирао у Београду.
Још као ученик четвртог разреда ваљевске гимназије, постао је члан Савеза комунистичке омладине Југославије (СКОЈ). За време студија на Београдском универзитету, активно је учествовао у политичком животу студента. Био је члан Централног већа студената марксиста и председник Културног студентског удружења „Прогрес“.
После дипломирања на Медицинском факултету у Београду отишао је на специјализацију у Француску. После повратка у Краљевину Југославију, 1933. године, почео је да ради као лекар у Ваљеву. Исте године примљен је у чланство Комунистичке партије Југославије (КПЈ). Радио је на обнови старих и стварању нових организација КПЈ и СКОЈ-а. Такође је био активан у културно-уметничком друштву „Абрашевић“ и УРС-овим синдикатима.
Међу народом у Ваљеву и околини, био је веома популаран као „народни лекар“, који није наплађивао своје услуге сиромашнима. Учествовао је у организовању Народне читаонице у Ваљеву, оснивању дечје колоније за радничку децу на Дивчибарама, покретању и сарадњи у листовима „Глас Ваљева“, „Реч народа“, стварању Народног фронта, Странке радног народа и др. Сарађивао је у часописима „Стожер“, „Бразда“, „Жена данас“ и др. Био је члан Месног и Окружног комитета КПЈ за Ваљево, а члан Покрајинског комитета КПЈ за Србију, постао је маја 1940. године. Због своје партијске активности више пута је хапшен, а непосредно пред избијање рата ухапшен је и одведен у логор у Баратовцу, код Сребренице.
Одмах по избијању Априлског рата, 1941. године, пријавио се као добровољац у Југословенску краљевску војску и отишао на фронт. После капитулкације и окупације Краљевине Југославије, избегао је заробљавање и вратио се у родно место. Одмах по доласку у Ваљево, активно је радио на припрема оружаног устанка. Заједно са учитељем Чедом Милосављевићем и шпанским борцем Жикицом Јовановићем Шпанцем учествовао је у стварању Рађевачке партизанске чете, која је формирана крајем јуна 1941. године и која је касније ушла у састав Ваљевског партизанског одреда.
Заједно са Рађевачком четом учествовао је 7. јула 1941. године у Белој Цркви, код Крупња, у првој устаничкој акцији у Србији. Као познати лекар, који је лечио сиромашне, својим личним залагањем је утицао на омасовљење Народноослободилачког покрета у Ваљевском крају и стварању првих Народноослободилачких одбора. У току Прве непријатељске офанзиве, заједно са Ваљевским партизанским одредом, повукао се најпре у Ужице, а потом у Санџак.
Почетком фебруара 1942. године, у току јаке недићевско-четничке офанзиве на партизане у Санџаку, заједно са Љубом Мићићем и Љубом Поповићем, 7. фебруара 1942. године дошао је у село Косатицу, код Пријепоља. Примио их је један сељак, који је био симпатизер четника, па их је пријавио четницима који су их заробили на спавању. Четници су Мишу Пантића одмах стрељали и узели његов кожни капут, а Мићића и Поповића су повели у Пријепоље и предали Италијанима.
Указом Председништва АВНОЈ-а постхумно је 6. јула 1945. одликован Орденом заслуга за народ првог реда. Јула 1951. године, поводом обележавања десетогдишњице Дана устанка народа Србије, у Белој Цркви му је подигнут споменик, рад вајара Стевана Боднарова. Медицинска школа у Ваљеву носи његово име.

## Галерија
- Споменик у Ваљеву
- Спомен биста у Белој Цркви
- Плоча на спомен-гробљу Крушик у Ваљеву
- Орден заслуга за народ првог реда